# Marius de Vries
Marius de Vries (ur. 1961 w Londynie) – angielski producent muzyczny i kompozytor. Zdobywca pięciu nagród Grammy, dwóch nagród BAFTA i jednej nagrody Ivor Novello.

## Kariera producenta muzycznego
de Vries samodzielnie wyprodukował albumy następujących wykonawców: Annie Lennox, The Sugarcubes, Davida Bowiego, D Mob, Coldcut, Cathy Dennis, The Soup Dragons, Juniora Reida, Briana Eno, U2, Lisy Stansfield, Josha Grobana i Teddy Thompson. Na swoim koncie ma również produkcję podwójnego albumu Rufusa Wainwrighta Want.
Po zakończeniu współpracy z The Sugarcubes związał się z producentem Nelle Hooperem. Dzięki współpracy de Vriesa i Hoopera powstały albumy następujących wykonawców: Massive Attack, Björk, Madonny, The Sneaker Pimps, Tiny Turner i U2.
W latach 2004–2007 de Vries był współpracownikiem projektu Mono Band, którego twórcą i liderem był gitarzysta The Cranberries, Noel Hogan. Udział de Vriesa w Mono Band również polegał na programowaniu muzyki projektu oraz śpiewaniu w chórkach.
Marius de Vries jest również producentem indywidualnych nagrań następujących wykonawców: Robbiego Robertsona, Neila Finna, Anji Garbarek, PJ Harvey, Melanie C, Davida Graya, Perry Farell, Skin, Darrena Hayesa, The Sugababes, Bebela Gilberto, Sophie Solomon, The Leaves, Elbow, Pet Shop Boys, Davida Graya, The Lucy Nation, The 25th of May, The Times, Kelli Ali, Delty Goodrem, Róisín Murphy, Siobhàn Donagy, Ashtar Command, Graya Jonesa i Jackiego Evancho. Wyprodukował również cover The Beatles „Tomorrow Never Knows” nagraną na duet Alison Mosshart z Carlą Azar.
de Vries i Hooper są również wspólnymi producentami ścieżki dźwiękowej do filmu Baz LuhrMann’s Romeo and Juliet. Przy produkcji muzyki do tego filmu de Vriesowi i Hooperowi pomagał ko-kompozytor Craig Armstrong.
W 2016 de Vries wyprodukował muzykę do filmu La La Land.